# Tomas Pousette
Dan Tomas Pousette, född 9 september 1950 i Sankt Matteus församling i Stockholm, är en svensk ekonom.
Tomas Pousette kom till statliga bolåneinstitutet SBAB 2003 och var dess chefsekonom 2007–2012 varefter han startade Pousette Ekonomianalys AB. Han är författare till en rad publikationer.
Han är sedan 1976 gift med Lisa Pousette (född 1951).